# Lingua tagalog

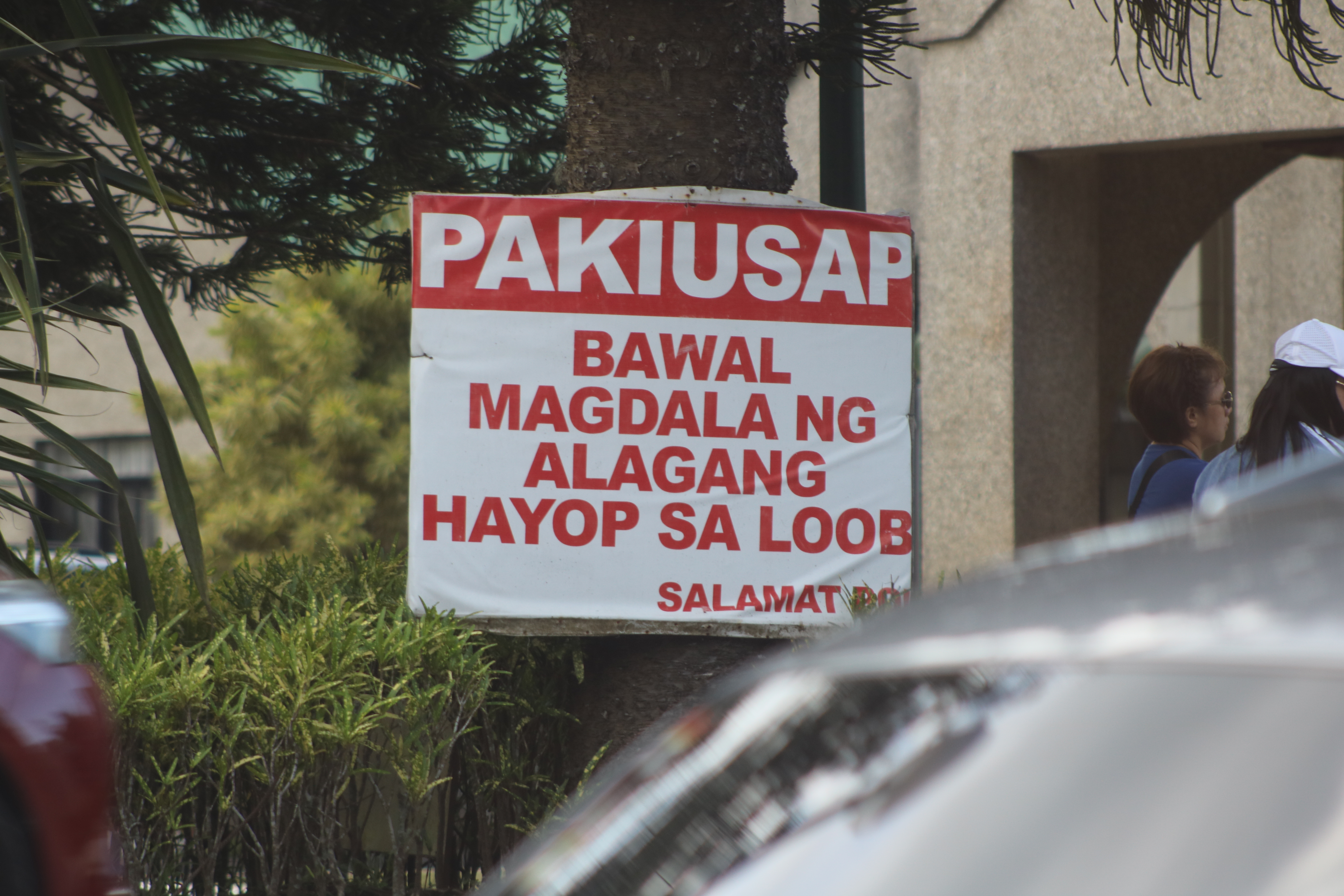

La lingua tagalog (/taˈɡaloɡ/; nome nativo: wikang Tagalog) o lingua tagala è una delle lingue principali delle Filippine e la più diffusa nel Paese.
Fa parte del gruppo linguistico austronesiano e dunque è imparentato con l'indonesiano, il malese, il figiano, il māori, l'hawaiano, il malgascio, il samoano, il rapanui, il tahitiano, il chamorro, il tetum e le lingue austronesiane di Taiwan (lingue formosane).
Al 2022, è parlata da 82,3 milioni di parlanti totali (esclusa la variante standard, il filippino).

## Storia
Alcuni linguisti pensano che la lingua sia originaria dell'isola di Mindanao, dell'arcipelago di Visayas oppure di Luzon. Il poeta Francisco Balagtas (1788-1862) è una figura di spicco per la letteratura tagalog. La sua più famosa opera letteraria è Florante at Laura, degli inizi del XIX secolo.
Il primo libro in tagalog che sia stato stampato è la Doctrina Cristiana del 1593. Era scritto in spagnolo e in due versioni del tagalog, una in caratteri Baybayin e una in caratteri latini. Durante i 300 anni di occupazione spagnola ci furono grammatiche e dizionari scritti da ecclesiastici spagnoli, come il Vocabulario de la lengua tagala (1835) e l'Arte de la lengua tagala y manual tagalog para la administración de los Santos Sacramentos (1850). Ma le testimonianze più antiche del tagalog sono scritti incisi su foglie di palma e canne di bambù o oggetti simili (e.g. else di spada in bambù) con coltellini in alfabeti brahmici di tipo abugida, come quello devanagari e bengalese.

## Classificazione
Il tagalog è una lingua filippina centrale della famiglia delle lingue austronesiane. È fortemente legato alle lingue parlate nelle regioni di Bicol e Visayas come il bikol, lo hiligaynon, lo waray-waray e il cebuano.
Lingue che hanno contribuito al tagalog sono lo spagnolo, il Min Nan, l'inglese, il malese, il sanscrito (attraverso il malese), l'arabo (attraverso il malese) e le lingue filippine settentrionali come il kapampangan parlato nell'isola di Luzón.

## Distribuzione geografica
La terra d'origine del tagalog, o Katagalugan, si trova nel centro e nel sud di Luzon, particolarmente nelle località di Aurora, Bataan, Batangas, Bulacan, Cavite, Laguna, Metro Manila, Nueva Ecija, Quezon e Rizal. Il tagalog è anche parlato come madrelingua dagli abitanti delle isole di Lubang, Marinduque e nel nord di Mindoro. Secondo il censimento filippino del 2000, 21 485 927 dei 76 332 470 filippini affermano che il tagalog sia la loro prima lingua. Si stima che un totale di 50 milioni di filippini lo parlino con una competenza più o meno alta.
Il tagalog è parlato anche in altre parti del mondo ed è la sesta lingua parlata negli Stati Uniti.

### Statuto ufficiale
Dopo settimane di studi e di decisioni, il 14 luglio 1936 il tagalog venne scelto dal Surián ng Wikáng Pambansâ (Istituto Nazionale Linguistico), una commissione composta da sette membri che rappresentavano le diverse regioni delle Filippine, come base per la costruzione della Wikang Pambansâ (lingua nazionale): il presidente Manuel Quezón lo proclamò lingua nazionale delle Filippine il 31 dicembre 1937. Questa scelta venne resa ufficiale dopo l'indipendenza dagli Stati Uniti il 4 luglio 1946.
Dal 1940 il tagalog s'insegna nelle scuole filippine. È l'unica lingua fra le oltre 160 parlate filippine a essere ufficialmente insegnata nelle scuole.
Nel 1959 alla lingua nazionale fu dato il nome di “pilipino” per dissociarla dal gruppo etnico Tagalog. Nel 1987, la lingua nazionale divenne ulteriormente denominata “filippino”, che è una lingua distinta de jure, ma de facto basata sul tagalog.

### Dialetti
Ethnologue elenca Lubang, Manila, Marinduque, Bataan, Batangas, Bulacan, Tanay-Paete e Tayabas come dialetti del tagalog; tuttavia sembrano esserci quattro dialetti principali che raggruppano i precedenti: il tagalog settentrionale, il tagalog centrale (che include Manila), il tagalog meridionale e il Marinduque.
Anche se i vari dialetti hanno le loro peculiarità, sono tuttavia intelligibili tra di loro. Il più divergente è quello di Marinduque, poiché ha diverse caratteristiche che derivano dal Visayan, come gli affissi verbali.
Le aree rurali dove viene parlato il tagalog tendono a usare un linguaggio conservativo, libero da influenze spagnole e inglesi. Per esempio, una persona che parla tagalog nelle aree rurali direbbe Maaari mo bang ipaunawa sa akin? ("Puoi spiegarmelo?") mentre le persone nella aree urbane si esprimerebbero nel seguente modo Pwede mo bang i-explain sa akin? o Pwede mo bang ipaliwanag sa akin?

### Cambio di codice
Quando si parla di qualcosa che attiene alla modernità o di argomenti tecnici, le persone colte possono facilmente passare dal tagalog all'inglese: la mescolanza o l'alternanza fra tagalog e inglese è detta Taglish.

### Lingue derivate
Frequenti contatti tra il tagalog e lo spagnolo hanno portato alla nascita del creolo spagnolo delle Filippine o chabacano. Ci sono tre varietà conosciute di chabacano che hanno il tagalog come base: caviteño, ternateño ed ermitaño. L'ermitaño è considerato estinto, mentre un totale di 210 000 persone parlano il caviteño e il ternateño, secondo il censimento del 2000.

#### Binaliktad
Nelle aree urbane esiste il fenomeno gergale detto binaliktad ("capovolto"). Si tratta di un fenomeno correlato ad alterazioni linguistiche tipiche delle zone urbane, come il verlan parlato nei sobborghi delle grandi metropoli francesi.
Ecco alcuni esempi:
- erpat da pater (padre)
- ermat da mater (madre)
- sanpits da pinsan (cugino)
- yosi da sigarilyó (sigarette)
- todits da dito (qui)
- dehins da hindî (no)

## Introduzione generica ai suoni
Il tagalog ha 21 fonemi; 16 consonanti e 5 vocali. La struttura sillabica è relativamente semplice; ogni sillaba contiene almeno una vocale e una consonante.

### Vocali
Prima dell'arrivo degli spagnoli, il tagalog aveva tre fonemi vocalici: /a/, /i/, e /u/. Con l'introduzione di parole spagnole il numero aumentò a cinque.
Le vocali sono:
- /a/, vocale aperta anteriore aprocheila/non arrotondata;
- /ɛ/, vocale semiaperta anteriore aprocheila;
- /i/, vocale chiusa anteriore aprocheila;
- /o/, vocale semichiusa posteriore procheila/arrotondata;
- /u/, vocale chiusa posteriore procheila.

Ci sono quattro dittonghi principali: /aɪ/, /oɪ/, /aʊ/, e /iʊ/.

### Consonanti
Segue uno schema delle consonanti del tagalog. Le consonanti occlusive non sono aspirate; la consonante velare nasale si trova in tutte le posizioni, incluso l'inizio di una parola.
|             |             | Bilabiali | Dentali / Alveolari | Palatali       | Velari | Gutturali |
| Occlusive   | Sorde       | p         | t                   |                | k      | - [ʔ]     |
| Occlusive   | Sonore      | b         | d                   |                | g      |           |
| Affricate   | Sorde       |           |                     | (ts, tiy) [tʃ] |        |           |
| Affricate   | Sonore      |           |                     | (diy) [dʒ]     |        |           |
| Fricative   | Fricative   |           | s                   | (siy) [ʃ]      |        | h         |
| Nasali      | Nasali      | m         | n                   |                | ng [ŋ] |           |
| Laterali    | Laterali    |           | l                   |                |        |           |
| Costrittive | Costrittive |           | r                   |                |        |           |
| Semivocali  | Semivocali  | w         |                     | y [j]          |        |           |

## Introduzione al sistema di scrittura

### Baybayin
Prima dell'arrivo degli spagnoli, il tagalog si scriveva con un sistema detto Baybayin. Questo sistema di scrittura era composto da simboli rappresentanti tre vocali e quattordici consonanti. Nato dalla famiglia brahmica delle scritture, condivide similitudini con l'antico Kavi usato a Giava e si pensa derivi dalle scritture usate dai Bugis a Sulawesi. Nonostante la relativa diffusione, questa scrittura gradualmente lasciò il passo all'alfabeto latino durante la dominazione spagnola.

### Alfabeto latino
Fino alla prima metà del XX secolo il tagalog si scriveva in una grande varietà di modi, basati sull'ortografia spagnola. Quando il tagalog divenne lingua nazionale, il grammatico Lope K. Santos introdusse un nuovo alfabeto composto di venti lettere, detto abakada (dal nome delle prime quattro lettere), nei libri delle scuole di grammatica, chiamati balarilà: A B K D E G H I L M N NG O P R S T U W Y. L'alfabeto abakada si espanse nel 1976 includendo le lettere C, CH, F, J, Q, RR, V, X e Z per poter scrivere le parole derivanti dall'inglese e dallo spagnolo.
La più recente riforma dell'alfabeto, avvenuta nel 1987, ha ridotto le lettere da 33 a 28: A B C D E F G H I J K L M N Ñ Ng O P Q R S T U V W X Y Z. La Ñ, sostituibile con "ny", deriva dallo spagnolo.

#### Diacritici
I segni diacritici normalmente non vengono usati. Tuttavia sono usati nei dizionari e nei libri di testo per l'insegnamento della lingua agli stranieri.
Ci sono tre tipi di segni diacritici nel tagalog, sempre usati nell'ultima vocale di parola: l'accento acuto (indica solo e unicamente l'accento tonico sull'ultima sillaba quando non si trova sulla penultima), l'accento grave (indica uno stacco glottale a fine parola) e l'accento circonflesso (è sia accento tonico sia indicatore dello stacco glottale a fine parola)

#### ngemga
L'elemento genitivo ng e quello plurale mga sono abbreviazioni pronunciate rispettivamente nang [naŋ] e mangá [mɐˈŋa].

## Pronuncia puntuale in tagalog e illustrazione dei diacritici
L'alfabeto filippino si chiama alpabetong Filipino e ha rimpiazzato l'abakada nel 1987 dopo un'iniziale espansione del 1976. L'abakada, adottato nel 1939, aveva qualche consonante in meno ed era una standardizzazione dell'alfabeto latino introdotto dagli spagnoli, arrivati nelle Filippine nel 1521, l'"abecedario". Prima dell'arrivo dei colonizzatori spagnoli, il filippino si scriveva con l'alfabeto Kawi (un'antica scrittura brahmica dell'isola di Java) o Baybayin (un'altra scrittura brahmica usata tra XVI e XVII secolo) inciso su foglie di palma o sul bambù con dei coltellini. Anche i filippini islamici nel Sultanato di Mindanao usavano queste scritture, mentre i filippini di origine cinese usavano i sinogrammi. Anche se l'alfabeto latino è molto diffuso, nel 2018 la House of Representatives filippina ha dichiarato il Baybayin come la scrittura nazionale.
| Lettera/ digrafo               | Trascriz. IPA | Spiegazione |
| ------------------------------ | ------------- | --- |
| a                              | /a/~/ɐ/       | Come nell’italiano albero. Se non è accentata, si riduce in una "a" chiusa, presente pure in russo e portoghese. |
| e                              | /ɛ/           | Come nell’italiano caffè, vocale aperta. |
| i                              | /i/~/ɪ/       | Come nell’italiano piccolo, vocale chiusa. Se non accentata, tende ad aprirsi. |
| o                              | /ɔ/~/o/       | Come nell’italiano occhio, vocale arrotondata aperta. Se non accentata, diventa chiusa. |
| u                              | /u/~/ʊ/       | Come nell’italiano ultimo, vocale chiusa arrotondata. Se non accentata, tende ad aprirsi. |
| b                              | /b/           | Come nell’italiano balena, consonante sonora. |
| c                              | /k/, /s/      | Come nell’italiano cane, consonante sorda. Davanti alle vocali anteriori /e/, /i/, diventa /s/. L'abakada non aveva questa lettera. Si trova in prestiti e ricalca l'ortografia spagnola e la pronuncia latinoamericana (o una pronuncia spagnola approssimata con un fronting /θ/ > /s/, in cui il suono originale sordo cessa di essere interdentale). |
| ch                             | /tʃ/          | Come nell’italiano ciao, consonante sorda. Si può trovare in prestiti dallo spagnolo. L'abakada originale non aveva questo digrafo. |
| d                              | /d/           | Come nell’italiano dente, consonante sonora. La combinazione "dy" /dj/ nelle aree urbane può palatalizzarsi in /d͡ʒ/, come in portoghese brasiliano. |
| f                              | /f/           | Come nell’italiano farfalla, consonante sorda. L'abakada originale non aveva questa lettera e laddove oggi si trova la "f" in abakada si trovava la "p". |
| g                              | /g/, /dʒ/     | Come nell’italiano gatto, consonante sonora. Esattamente come in italiano, si palatalizza davanti alle vocali anteriori /e, i/ e si pronuncia come in gioco. Se viene pronunciata come lenita dentro la parola, diventa il suono unico /ɰ/, una semivocale usata pure in coreano: è una "u" di quaglia ma pronunciata non arrotondata, con le labbra rilassate. |
| h                              | /h/           | È un'aspirazione sorda, come nell'inglese "have". Nella parlata veloce e poco curata, può cadere. |
| j                              | /dʒ/          | Come la "g" nell’italiano gioco, consonante sonora. Si usa nei prestiti. |
| k                              | /k/~/x/       | Come la "c" di cane, consonante sorda. Se intervocalica, può lenirsi in /x/, cioè una fricativa sorda, come “ch” nel tedesco Nacht. |
| l                              | /l/~/ɫ/       | È una "l" di leva, consonante sonora. Seconda pronuncia corrisponde alla cosiddetta "Dark L", contrapposta alla "Light L". La Dark L è una /l/ enfatica, come nell'inglese "milk, Jill", è anche presente in portoghese e catalano ed è una /l/ pronunciata con il dorso della lingua ben sollevato verso il palato. Questa pronuncia è influenzata proprio dall'inglese. |
| m                              | /m/           | È una "m" di mano, consonante sonora. |
| n                              | /n/           | È una "n" di nave, consonante sonora. Nella combinazione -nf-, la /n/ si assimila e accomoda alla consonante successiva diventando /ɱ/ labiodentale come in anfora: si pronuncia cioè con gli incisivi dell'arcata dentaria superiore a contatto con il labbro inferiore. Nelle combinazioni -nb- e nella più rara -np- si assimila in /m/. |
| ñ, ny                          | /ɲ/           | È una "gni" di gnomo, consonante sonora. La lettera deriva dallo spagnolo ed è una "n" con sopra un tildo, in origine a sua volta una piccola "n". La lettera si usa ancora oggi in spagnolo (ma non in portoghese, in cui questo suono si trascrive "nh"). L'abakada non aveva questa lettera poiché esisteva soltanto la combinazione "ny": è introdotta dal 1987. La versione arcaica del digrafo è N͠g, poi evoluto in un secondo momento in Ñg e Ng̃ per problemi tipografici. |
| ng                             | /ŋ/           | È una "n" di panca, consonante nasale sonora pronunciata con il dorso della lingua (bisogna togliere la /k/ di rilascio). |
| p                              | /p/           | È una "p" di palla, consonante sorda. |
| q                              | /k/           | È una "c" di cane, consonante sorda, sempre seguita da una "u" semivocalica. L'abakada originale non aveva questa lettera e la combinazione si trascriveva come "kw"-. Si trova in prestiti e segue l'ortografia spagnola (in cui "que, qui" non hanno la pronuncia della semivocale). |
| r                              | /ɾ/~/r/~/ɽ/   | È una "r" di arare, sonora e monovibrante come in arare e nell'inglese statunitense city, better. Oggi si può trovare anche doppia, ma la doppia "rr" era assente nell'abakada originale. La seconda pronuncia è una "r" polivibrante, come nella parola parco, usata se la "r" è seguita da una consonante. Queste parole sono perlopiù prestiti inglesi. La terza e ultima possibilità di pronuncia è quella di una "r" non vibrante e retroflessa, cioè con la lingua piegata all'indietro, come nell'inglese "crime". Infine, alcuni parlanti possono confondere la "d" e la "r" facendole convergere in /ɾ/ se la parola nativa inizia o finisce in "d" a cui si attacca un prefisso o un suffisso tale per cui /d/ viene a contatto con una vocale. |
| s                              | /s/           | È una "s" di senza, consonante sorda. La combinazione "sy" /sj/ nelle aree urbane può mutare in /ʃ/ (in giapponese e sudcoreano esiste una simile mutazione). |
| t                              | /t/           | È una "t" di tavolo, consonante sorda. La combinazione "ty" /tj/ nelle aree urbane può palatalizzarsi in /tʃ/, come in portoghese brasiliano. |
| ts                             | /t͡s/ (/t͡ʃ/)   | È una "z" di zanzara, consonante sorda. Alcuni parlanti la pronunciano come "ch". |
| v                              | /v/ (/b/)     | È una "v" di vela, consonante sorda. Alcuni parlanti la pronunciano come /b/. L'abakada originale non aveva questa lettera, sostituita con "b". |
| w                              | /w/           | È una "u" di quaglia, semivocale chiusa arrotondata per formare i dittonghi. |
| x                              | /ks/          | È una "cs" di clacson, cioè un cluster consonantico sordo a due membri. L'abakada originale non aveva questa lettera. Si usa in prestiti. |
| y                              | /j/           | È una "i" di iena, semivocale chiusa per formare i dittonghi. |
| ll                             | /j/           | È una "i" di iena, tale per cui la pronuncia ricalca grossomodo quella in spagnolo castigliano e in gran parte dell'America latina. Il digrafo era assente in abakada. |
| z                              | /z/           | È una "s" di senza ma sonorizzata (cioè con l'aggiunta della vibrazione delle corde vocali). In alternativa, si può pensare come una "z" di zanzara sonorizzata (come nel Norditalia) ma senza contatto tra organi. L'abakada originale non aveva questa lettera, sostituita con "s". Si trova in prestiti. |
| (accento grave o circonflesso) | -/ʔ/          | A fine parola, in alcune parlate dialettali (ma non nella parlata di Manila) si può sentire lo stacco glottale/colpo di glottide, che corrisponde a un colpetto di tosse. La glottide è una valvola in fondo alla gola che si individua proprio tossicchiando. Lo stacco glottale è presente pure in vietnamita, arabo e ebraico. Si segnala non con consonanti, ma con un diacritico sulla vocale finale (accento grave e accento circonflesso. I due, uniti dal fatto di indicare uno stacco glottale, si differenziano perché solo l'accento circonflesso indica contemporaneamente anche l'accento tonico, vedi sotto). |

Le vocali possono avere dei diacritici (accento grave paiwà, acuto pahilís e circonflesso pakupyâ), reperibili in dizionari e nella scrittura formale (e.g. mondo accademico). Le combinazioni sono: á, à, â, é, è, ê, í, ì, î, ó, ò, ô, ú, ù e û. L'accento grave e circonflesso sono usati solo su vocali a fine parola non tanto per segnalare un accento tonico, ma per indicare lo stacco glottale a fine parola. L'accento acuto in spagnolo (e anche filippino) serve invece a indicare solo e unicamente l'accento tonico. In filippino/tagalog standard, l'accento tonico è sull'ultima o penultima sillaba (quest'ultima posizione viene considerata quella di default). A volte da due a quattro parole identiche si distinguono per l'accento tonico e grafia ma anche per la presenza o meno dello stacco glottale a fine parola. Le quattro possibilità di [accento tonico +stacco glottale] sono le seguenti:
- se sulla parola non c'è scritto nulla, c'è l'accento tonico sulla penultima sillaba, cioè quella di default;
- se su una parola si trova l'accento acuto (sempre sull'ultima vocale di parola), su quella vocale si pronuncia l'accento tonico;
- se una parola finisce con l'accento circonflesso, l'ultima vocale (cioè proprio quella con il circonflesso sopra) ha accento tonico ed è seguita dallo stacco glottale;
- se una parola finisce con l'accento grave, la penultima sillaba è accentata e tutta la parola è seguita dallo stacco glottale.

Un esempio è costituito dalle quattro parole "baba (papà), babá (sedere di maiale), babâ (discendi!), babà (mento)"

## Vocaboli

### Alcune parole tagalog di origine straniera
| Tagalog   | Significato           | Lingua di origine    | Termine originario |
| --------- | --------------------- | -------------------- | ------------------ |
| abaniko   | ventaglio             | spagnolo             | abanico            |
| dasál     | pregare               | spagnolo             | rezar              |
| kabayo    | cavallo               | spagnolo             | caballo            |
| silya     | sedia                 | spagnolo             | silla              |
| kotse     | automobile            | spagnolo             | coche              |
| sabón     | sapone                | spagnolo             | jabón              |
| relós     | orologio              | spagnolo             | reloj              |
| tsismis   | pettegolezzo          | spagnolo             | chismes            |
| g(y)era   | guerra                | spagnolo             | guerra             |
| tsinelas  | ciabatte              | spagnolo             | chinelas           |
| sapatos   | scarpe                | spagnolo             | zapatos            |
| harina    | farina                | spagnolo             | harina             |
| sugál     | gioco d'azzardo       | spagnolo             | jugar              |
| baryo     | villaggio             | spagnolo             | barrio             |
| Senyor    | signore               | spagnolo             | Señor              |
| Senyora   | signora               | spagnolo             | Señora             |
| swerte    | fortuna               | spagnolo             | suerte             |
| nars      | infermiera            | inglese              | nurse              |
| bolpen    | penna biro            | inglese              | ballpoint pen      |
| drayber   | autista               | inglese              | driver             |
| traysikel | triciclo              | inglese              | tricycle           |
| lumpia    | involtino primavera   | cinese Minnan (闽南) | 潤餅 (春捲)        |
| siopao    | panini cotti a vapore | cinese Minnan        | 燒包 (肉包)        |
| pansít    | tagliatelle           | cinese Minnan        | 便食 (麵)          |
| susì      | chiave                | cinese Minnan        | 鎖匙               |
| kuya      | fratello maggiore     | cinese Minnan        | 哥亜 (哥仔)        |
| ate       | sorella maggiore      | cinese Minnan        | 亜姐 (阿姐)        |
| bwisit    | disturbo              | cinese Minnan        | 無衣食             |
| bakyâ     | scarpe di legno       | cinese Minnan        | 木履               |
| kanan     | destra                | malese               | kanan              |
| tulong    | aiuto                 | malese               | tolong             |
| tanghali  | pomeriggio            | malese               | tengah hari        |
| dalamhatì | dolore                | malese               | dalam + hati       |
| luwalhatì | gloria                | malese               | luwar + hati       |
| duryán    | durian (frutto)       | malese               | durian             |
| rambutan  | rambutan (frutto)     | malese               | rambutan           |
| batik     | macchia               | malese               | batik              |
| saráp     | delizioso             | malese               | sedap              |
| asa       | speranza              | sanscrito            | आशा                 |
| salitâ    | parlare               | sanscrito            | चरितँ                |
| balità    | novità                | sanscrito            | वार्ता                |
| karma     | karma                 | sanscrito            | कर्मन्               |
| alak      | liquore               | persiano             | الكل               |
| mangga    | mango                 | tamil                | mankay             |
| bagay     | cosa                  | tamil                | vakai              |
| hukom     | giudice               | arabo                | حكم                |
| salamat   | grazie                | arabo                | سلامة              |
| bakit     | perché                | kapampangan          | obakit             |
| akyát     | ascendere             | kapampangan          | akyát              |
| at        | e                     | kapampangan          | at                 |
| bundók    | montagna              | kapampangan          | bunduk             |
| huwag     | non                   | pangasinan           | ag                 |
| aso       | cane                  | lingue di Luzón      | aso                |

### Schema di confronto tra lingue austronesiane
Segue lo schema di confronto per venti parole tra il tagalog e altre lingue austronesiane; le prime undici sono parlate nelle Filippine e le altre due in Indonesia e nelle Hawaii.
|             | uno     | due    | tre    | quattro | persona | casa   | cane   | noce di cocco | giorno | nuovo | noi (inclusivo) | cosa    |
| ----------- | ------- | ------ | ------ | ------- | ------- | ------ | ------ | ------------- | ------ | ----- | --------------- | ------- |
| Tagalog     | isa     | dalawa | tatlo  | apat    | tao     | bahay  | aso    | niyog         | araw   | bago  | tayo            | ano     |
| Bikol       | saro    | duwa   | tulo   | apat    | tawo    | harong | ayam   | niyog         | aldaw  | ba-go | kita            | ano     |
| Cebuano     | usa     | duha   | tulo   | upat    | tawo    | balay  | iro    | lubi          | adlaw  | bag-o | kita            | unsa    |
| Tausug      | hambuuk | duwa   | tu     | upat    | tau     | bay    | iru'   | niyug         | adlaw  | ba-gu | kitaniyu        | unu     |
| Kinaray-a   | sara    | darwa  | tatlo  | apat    | taho    | balay  | ayam   | niyog         | adlaw  | bag-o | kita, taten     | ano     |
| Kapampangan | metung  | adwa   | atlu   | apat    | tau     | bale   | asu    | ngungut       | aldo   | bayu  | ikatamu         | nanu    |
| Pangasinan  | sakey   | duara  | talora | apatira | too     | abong  | aso    | niyog         | agew   | balo  | sikatayo        | anto    |
| Ilocano     | maysa   | dua    | tallo  | uppat   | tao     | balay  | aso    | niog          | aldaw  | baro  | datayo          | ania    |
| Ivatan      | asa     | dadowa | tatdo  | apat    | tao     | vahay  | chito  | niyoy         | araw   | va-yo | yaten           | ango    |
| Gaddang     | antet   | addwa  | tallo  | appat   | tolay   | balay  | atu    | ayog          | aw     | bawu  | ikkanetem       | sanenay |
| Tboli       | sotu    | lewu   | tlu    | fat     | tau     | gunu   | ohu    | lefo          | kdaw   | lomi  | tekuy           | tedu    |
| Indonesiano | satu    | dua    | tiga   | empat   | orang   | rumah  | anjing | kelapa        | hari   | baru  | kita            | apa     |
| Hawaiiano   | 'ekahi  | 'elua  | 'ekolu | 'ehā    | kanaka  | hale   | 'īlio  | niu           | ao     | hou   | kākou           | aha     |

### Contributi alle altre lingue
Il tagalog ha dato alcune parole all'inglese, ad esempio boondocks, che significa "rurale": venne importato dai soldati americani che si trovavano nelle Filippine, dal tagalog bundok, che significa "montagna". Un'altra parola è cogon, che è un'erba usata per la copertura dei tetti: questa parola deriva dal tagalog kugon. C'è anche lo ylang-ylang, che è un fiore noto per la sua fragranza.

## Esempi concreti

### Proverbi
Ang hindî marunong lumingón sa pinanggalingan ay hindî makararatíng sa paroroonan.
"Chi non guarda indietro da dove è venuto non raggiungerà mai la sua destinazione."
Ang isdâ ay hinuhuli sa bibig. Ang tao, sa salitâ.
"I pesci vengono presi per la bocca. La gente per la parola."
Nasa Dyos ang awà, nasa tao ang gawâ.
"Dio ha la compassione, l'uomo ha l'azione."
Magbirô lamang sa lasíng, huwág sa bagong gising.
"Scherza con chi è ubriaco, non con chi è stato appena svegliato"
Magsama-sama at malakás, magwaták-waták at babagsák.
"Uniti siamo forti, divisi cadiamo."

### Estratto in lingua
il Padre Nostro (Ama Namin).
Ama namin, sumasalangit ka,
Sambahin ang Ngalan Mo.
Mapasaamin ang kaharian Mo,
Sundin ang loob Mo
dito sa lupa para ng sa langit.
Bigyan mo po kami ng aming kakanin sa araw-araw.
At patawarin Mo po kami sa aming mga sala,
para ng pagpapatawad namin sa mga nagsala sa amin.
At huwag Mo po kaming ipahintulot sa tukso,
At iadya Mo po kami sa lahat ng masama,
Amen.

## Risorse per imparare il tagalog
- Learn Filipino: Book One di Victor Eclar Romero ISBN 1-932956-41-7
- Learn Filipino: Book Two di Victor Eclar Romero ISBN 978-1-932956-42-9
- Conversational Tagalog di Teresita V. Ramos ISBN 0-8248-0944-0
- Intermediate Tagalog di Teresita V. Ramos ISBN 0-8248-0776-6
- Lonely Planet Filipino Tagalog (TravelTalk) ISBN 1-59125-364-0
- Lonely Planet Pilipino Phrasebook ISBN 0-86442-432-9
- Tagalog/English English/Tagalog Standard Dictionary di Carl R. Galvez Rubino ISBN 0-7818-0961-4
- Tagalog Reference Grammar di Paul Schachter e Fe T. Otanes ISBN 0-520-01776-5
- Tagalog Slang Dictionary di R. David Zorc e Rachel San Miguel ISBN 971-11-8132-0
- Teach Yourself Tagalog di Corazon Salvacion Castle ISBN 0-07-143417-8
- UP Diksyonaryong Filipino di Virgilio Armario (ed.) ISBN 971-8781-98-6, e ISBN 971-8781-99-4
- English-Tagalog and Tagalog-English Dictionary di Maria Odulio De Guzman ISBN 971-08-0713-7
- New Vicassan's English-Pilipino Dictionary ISBN 971-27-0349-5
- Essential Tagalog Grammar: A Reference for Learners of Tagalog di Fiona De Vos ISBN 978-90-815135-0-0